# ポール・ローゼンバウム
ポール・R・ローゼンバウム（Paul R. Rosenbaum）は、アメリカ合衆国の統計学者。ペンシルベニア大学ウォートン校教授（"Robert G. Putzel Professor"）であり、アメリカ統計学会のフェロー 。
1980年ハーバード大学から統計学のPh.D.を取得。

## 著作
- Rosenbaum, Paul R. (2017). Observation and Experiment: An Introduction to Causal Inference. Harvard University Press. ISBN 978-0-67497-557-6

阿部貴行・岩崎学 訳『ローゼンバウム 統計的因果推論入門: 観察研究とランダム化実験』共立出版、2021年。ISBN 978-4-320-11447-0。
- Rosenbaum, Paul R. (2023). Causal Inference. The MIT Press. ISBN 978-0262545198

『ローゼンバウム 因果推論とは何か』朝倉書店、2024年。ISBN 978-4-254-12306-7。